# 尼涅拉
尼涅拉是巴西米纳斯吉拉斯州的一个市镇。总面积1114.242平方公里，总人口10414人，人口密度9.3人/平方公里。